# Huck Gim Tan
Eric (Erick) Huck Gim Tan (* 1955) ist ein singapurischer Heeresoffizier.
Tan kommandierte im Range eines Generalmajors ab August 2002 die UN-Kräfte der Unterstützungsmission der Vereinten Nationen in Osttimor (UNMISET), in Nachfolge des thailändischen Generalleutnants Winai Phattiyakul. Am 31. August 2003 wurde Tan vom malaysischen Generalleutnant Khairuddin Mat Yusof abgelöst. Danach war Tan stellvertretender UN-Sonderbeauftragter für Osttimor.
2010 erhielt Tan als Geschäftsführer des Organisationskomitees für die ersten Olympischen Jugend-Sommerspiele 2010 in Singapur den Olympischen Orden.